# الوشم (مسلسل سوري)
الوشم مسلسل تلفزيوني سوري. من تأليف قاسم الويس وإخراج عمار سهيل تميم. بطولة وفاء موصللي، فادية خطاب، جمال قبش، علي كريم، علي صطوف، أمانة والي، لينا حوارنة، ريم عبدالعزيز وآخرون. بث لأول مرة في الأول من رمضان 1455هـ الموافق 11 آذار 2024م.

## الممثلون
- وفاء موصللي

- فادية خطاب

- جمال قبش

- علي كريم

- علي صطوف

- أمانة والي

- لينا حوارنة

- ريم عبدالعزيز

- عاصم حواط

- رائد مشرف

- دانا جبر

- جهاد الزغبي

- سناء سواح

- أريج خضور

- عهد ديب

- باسل الأسود

- جوليت خوري

- خالد زياد مولوي

- وفاء الحسين

- سيما الذهبي

- لؤي الزعتري